# Pagiopalus
Pagiopalus là một chi nhện trong họ Philodromidae.